# Verschränkung (Heraldik)
Die Verschränkung  ist in der Heraldik eine Art, um Wappen oder/und Wappenelemente von mindestens zwei Wappen in einem Bild zu vereinen.
Dabei werden die Möglichkeiten genutzt, in das Hauptwappen durch Teilung und/oder Spaltung bietet. Eine beliebige Anzahl von Wappen lässt sich zu einem vereinigen. Jedem eingefügten Wappen wird ein Feld zugewiesen. Hier spielt nur die Position im Gesamtwappen eine wichtige Rolle, da es Plätze gibt, die ein höheres bzw. niederes Ansehen haben. Auch der Zeitpunkt der Verschränkung kann über die Position entscheiden. Es wird das Wappen oft ohne Änderung eingefügt. Unbeliebt ist der Schildfuß, der als Regalienfeld durch rote Tingierung in den Herrscherwappen sich abhob.
Beispiele für eine Verschränkung sind das Große Wappen von Preußen und das Wappen des deutschen Kaisers. Über fünfzig Wappen haben Platz gefunden. In diesen Wappen sind die der zugehörigen Länder zusammengeführt.
Bei zwei zusammenzuführenden Wappen wird die Spaltung oder Teilung bevorzugt, aber die Vierung/Quadrierung bietet sich in besonderen Fällen an.
Diese Verschränkung ist eine Möglichkeit der Wappenvereinigung neben der Einfassung, Einpfropfung oder der Auflegung.